# Мельников, Пётр Григорьевич
Пётр Григорьевич Мельников (азерб. Pyotr Qriqoryeviç Melnikov; 19 мая 1908, Феодосийский уезд — 16 октября 1975, Баку) — советский азербайджанский работник морского флота, Герой Социалистического Труда (1960).

## Биография
Родился 19 мая 1908 года в селе Туплы Феодосийского уезда Таврической губернии (ныне в черте города Судак Республики Крым (Россия)/Автономной Республики Крым).
Начал трудовую деятельность в 1926 году. С 1933 года — рабочий, донкерман (помповый машинист) Каспийского государственного морского пароходства. Применял передовую практику на работе, тщательно изучив насосное хозяйство танкеров типа «Инженер Пустошкин», регулярно добивался высоких результатов. Регулярно следил за правильным наливом грузовых танков, благодаря чему грузоподъемность судна увеличилась на 4,5%, данный метод позже нашел применение у многих рабочих республики. 
Указом Президиума Верховного Совета СССР от 3 августа 1960 года за выдающиеся успехи, достигнутые в деле развития морского транспорта Мельникову Петру Григорьевичу присвоено звание Героя Социалистического Труда с вручением ордена Ленина и золотой медали «Серп и Молот».
Активно участвовал в общественной жизни Азербайджана. Член КПСС с 1940 года. Делегат XXII съезда КПСС. Избирался членом ЦК КП Азербайджана.
Скончался 16 октября 1975 года в городе Баку.